# Le Marillais

Le Marillais este o comună în departamentul Maine-et-Loire, Franța. În 2009 avea o populație de 1,040 de locuitori.